# Lessico dell'esperanto

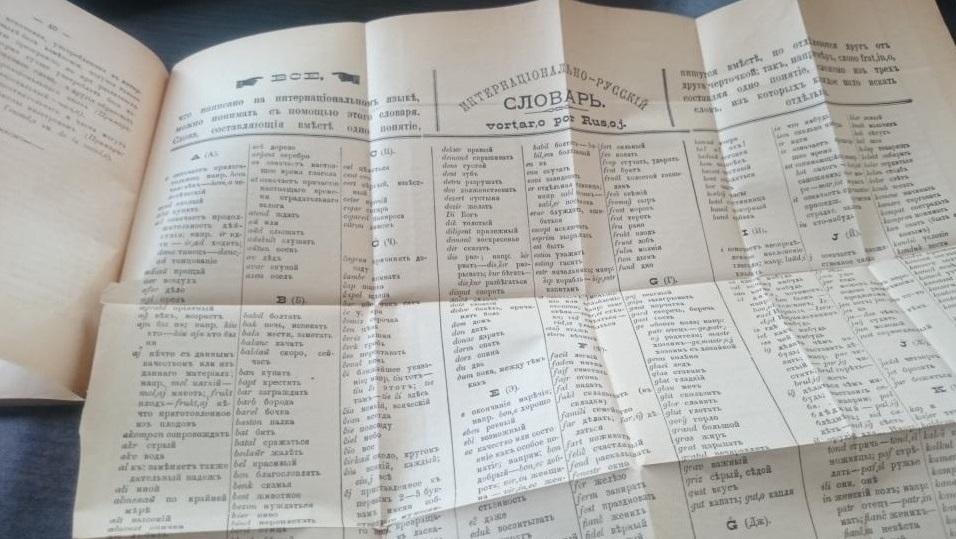
Unua Libro (por Rusoj) (per russi), pubblicato a Varsavia nel 1887 - dizionario con 917 radici.

Il lessico dell'esperanto (la lingua ausiliaria internazionale proposta da Ludwik Lejzer Zamenhof) ha la caratteristica di essere composto da radici provenienti da lingue esistenti, scelte secondo il principio della massima internazionalità
. Queste radici possono formare nuove parole unendosi tra loro, mediante il meccanismo dell'agglutinazione, in modo da rendere minimo il numero di parole (o più precisamente radici lessicali) da dover memorizzare. L'agglutinazione consiste nella sfumatura del significato di una radice unendola (agglutinandola) con un'altra, o con determinati affissi.

## Radici e loro origine
Le radici dell'esperanto, come in ogni altra lingua, sono le parole basilari che contengono un concetto (un significato). I loro significati possono essere poi precisati, sfumati o modificati mediante desinenze, agglutinazione di prefissi e suffissi.
A parte pochissime radici che Zamenhof inventò, tutte le parole dell'esperanto provengono da lingue esistenti. Alla prima pubblicazione della lingua, il lessico era formato da circa 900 parole provenienti principalmente da: lingue romanze (latino, italiano, francese), lingue germaniche (tedesco, inglese), lingue slave (russo, polacco), in minor parte anche da greco, e infine da altre lingue (come il lituano).
Con la crescita dei parlanti extraeuropei e l'introduzione di nuovi termini, la provenienza delle radici può venire anche da altre lingue, anche non europee.

## Desinenze grammaticali
Le desinenze grammaticali sono messe a fine parola. Esse danno informazioni sulla categoria grammaticale di una radice lessicale, il suo numero (singolare o plurale) o caso (nominativo o accusativo) se si tratta di nome o aggettivo, il tempo e il modo (se si tratta di un verbo).
Esse sono particelle atomiche, ognuna con il proprio significato che sono appiccicate (o meglio agglutinate, come vedremo più in avanti) l'una con l'altra, es: -o indica un nome, -j è il plurale. Dalla loro unione -oj si ha una desinenza composta che indica un nome plurale, nella quale è chiaramente distinguibile la funzione delle due particelle; il plurale di un aggettivo, che ha normalmente come desinenza -a, sarà quindi -aj (dove la -a- indica la funzione aggettivale, e la -j indica il plurale, esattamente come per un nome).

### Articolo
L'articolo non ha nessun interesse dal punto di vista lessicale: è unico, determinativo e invariabile, e da esso non si può derivare nessuna altra parola.

### Pronomi
I pronomi in generale sono anch'essi poco interessanti dal punto di vista lessicale. Essi sostituiscono un nome, acquisendone il significato e il posto nella frase. I pronomi personali sono usati nella formazione di parole e innanzitutto per gli aggettivi possessivi.

### Le parti sintattiche del discorso
Sono parti sintattiche del discorso quelle che servono a costruire la struttura della frase: preposizioni e congiunzioni. Con le preposizioni si possono ricavare parole appartenenti ad altre categorie grammaticali, con i meccanismi che si vedranno in seguito.

### Le quattro parti semantiche del discorso
Queste parti sono aggettivi, sostantivi, verbi e avverbi; sono derivabili da una qualsiasi radice apponendo la desinenza appropriata:
| Sostantivo: -o | bono ([il] bene), floro (fiore), nazo (naso), muŝo (mosca)         |
| Aggettivo: -a  | bona (buono/a), bela (bello/a), dolĉa (dolce)                      |
| Verbo: -i      | boni (essere buono/a), fari (fare), kisi (baciare), ludi (giocare) |
| Avverbio: -e   | bone (bene), muzike (musicalmente), pigre (pigramente)             |

Le parti del discorso sopra elencate possono assumere altre desinenze grammaticali (si pensi alle desinenze dei tempi verbali), come illustrato di seguito.
Una frase contenente tutte e quattro queste parti del discorso nella loro forma base (quella ritrovabile su un dizionario):
- Paroli bone... arto malfacila! = Parlare bene... arte difficile!

#### Sostantivi e aggettivi
Sostantivi e aggettivi si accordano per numero e caso. Il plurale si ottiene aggiungendo la desinenza -j:
- bona libro (buon libro) → bonaj libroj (buoni libri)

l'accusativo si ottiene aggiungendo la desinenza -n sia al plurale sia al singolare:
bonan libron (buon libro) → bonajn librojn (buoni libri)
L'ordine di queste desinenze è fisso, ed è il seguente:
- radice + desinenza categoria grammaticale + plurale + accusativo

Se ci si riferisce all'esperanto è concettualmente sbagliato dire che un insieme di desinenze, come -ojn o -ajn è "la" desinenza di un sostantivo o un aggettivo. Ad esempio -ojn è in realtà (come si è visto) un insieme di tre desinenze indipendenti (accostamento delle desinenze del nome, del plurale e dell'accusativo), e non una desinenza atomica (come ad esempio è -arum per la lingua latina, ovvero il genitivo plurale della prima declinazione dei sostantivi). Anche questa è agglutinazione, mentre le desinenze come -arum, che in da sole esprimono più caratteristiche grammaticali sono tipiche delle lingue flessive (tra le quali il latino, l'italiano, l'inglese e le altre lingue indoeuropee).

#### Verbi
I verbi non variano per la persona, ma hanno sei desinenze diverse, a seconda del modo e del tempo, come riassunto nella seguente:
| Tempo verbale       | Desinenza | Esempio | Italiano                              |
| ------------------- | --------- | ------- | ------------------------------------- |
| Infinito            | -i        | lerni   | imparare                              |
| Indicativo presente | -as       | lernas  | imparo (impari, impara...)            |
| Indicativo passato  | -is       | lernis  | imparavo                              |
| Indicativo futuro   | -os       | lernos  | imparerò                              |
| Condizionale        | -us       | lernus  | imparerei                             |
| Volitivo            | -u        | lernu   | impara! (che impari, che imparino...) |

Dai verbi si possono formare dei participi, attivi e passivi, riassunti nella seguente tabella. Si noti che, come per l'indicativo, il tempo viene indicato con le vocali -i- (passato), -a- (presente), -o- (futuro).
| Tempo    | Participio attivo | Esempio  | Traduzione      |
| -------- | ----------------- | -------- | --------------- |
| Passato  | -inta             | lerninta | che ha imparato |
| Presente | -anta             | lernanta | che impara      |
| Futuro   | -onta             | lernonta | che imparerà    |

| Tempo    | Participio passivo | Esempio | Traduzione           |
| -------- | ------------------ | ------- | -------------------- |
| Passato  | -ita               | lernita | che è stato imparato |
| Presente | -ata               | lernata | che viene imparato   |
| Futuro   | -ota               | lernota | che sarà imparato    |

Come si vede, i participi hanno la desinenza dell'aggettivo, poiché di fatto lo sono. Essi descrivono lo stato di qualcuno o qualcosa in relazione a un'azione fatta o subita, presente, passata o futura.
Tali aggettivi si prestano naturalmente a comporsi con il verbo essere, formando dei tempi composti:
- Mi estas lernanta = Io sto imparando (parola per parola: Io sono imparante)
- La leciono estos lernota = La lezione sarà imparata

e via dicendo.

#### Avverbi
Gli avverbi, come in italiano, sono invariabili (per genere, numero o caso). Si possono distinguere gli avverbi derivati, ottenuti aggiungendo la desinenza -e tipica di questa parte del discorso (che spesso equivale all'italiano -mente), e un certo numero di avverbi originari, ovvero radici che anche senza alcuna desinenza hanno valore di avverbio (ad esempio: tro = troppo, morgaŭ = domani). Le radici che sono già avverbi possono normalmente avere desinenze di altre parti del discorso (morgaŭo = il domani, sostantivo) e comunque nulla vieta al parlante di inserire la desinenza di avverbio dando un senso più generale (morgaŭ = domani, il giorno dopo questo; morgaŭe = all'indomani di un qualsiasi giorno).

#### Concetto insito nella radice
Come visto, la parte del discorso della radice può essere cambiata abbastanza facilmente. Comunque la radice ha un significato, e tale significato può esprimere il concetto che già di per sé è vicino a una particolare parte del discorso:
- una cosa (concreta o astratta) = concetto di nome
- una caratteristica di una cosa = concetto di aggettivo
- un'azione = concetto di verbo
- un modo per compiere un'azione (affermare/negare o altri concetti avverbiali) = concetto di avverbio

Appunto perché la radice può essere portata ad altre parti del discorso, è d'obbligo usare la desinenza -o anche per una radice che già contiene il concetto di cosa (sostantivo): si dirà quindi domo (casa) e non dom, perché da questa radice che indica una cosa tanto comune si può derivare parole appartenenti ad altre parti del discorso:
- domo = casa

abbastanza usato è la forma aggettivale:
- doma = domestico/a, casalingo/a

ancora più raramente si può incontrare la forma avverbiale:
- dome = in modo casalingo, domestico (kuko dome farita = dolce fatto in casa)

infine la forma verbale, corretta grammaticalmente, non ha molto senso dal punto di vesta semantico:
- domi = -

Conoscere il concetto (significato) principale della radice aiuta quindi ad assegnare il significato corretto alle parole, generalmente abbastanza ovvio e intuitivo.
In casi particolari, delle convenzioni aiutano a precisare il significato delle parole di altre categorie grammaticali, ad esempio per le radici aggettivali, la forma verbale equivale al verbo "essere + aggettivo". Una radice prevalentemente aggettivale è bel- dalla quale l'usatissimo bela (bello), quindi il verbo da essa derivato, beli, ha per convenzione significato di "essere bello": "La domo belas" = "La domo estas bela" = "La casa è bella".
La sostantivazione di una radice con concetto di verbo indica l'attività: da leg(i) = leggere si ricava lego = lettura, l'azione del leggere.
Infine, se cambiando la parte del discorso di una radice si ottiene una parola dal significato poco chiaro, si usano dei suffissi che sono presentati più avanti, e che aiutano molto nella comprensione del significato.
Tra gli "effetti collaterali" di questo meccanismo, e in generale della formazione del lessico mediante agglutinazione e la partecipazione "attiva" del parlante nella formazione di nuove parole, c'è che esso aiuta a capire la funzione delle parti del discorso anche nella propria lingua e in altre lingue straniere. Quindi diventa uno degli ingredienti che rendono l'esperanto utilizzabile come lingua propedeutica nell'apprendimento delle lingue straniere (Metodo Paderborn).

## Agglutinazione in esperanto
Una nota caratteristica dell'esperanto è l'agglutinazione: si possono unire le parole, suffissi e prefissi per formare parole nuove. Questo meccanismo viene spiegato in questa parte, e segue i principi di:
1. necessità: si usano tutte le parole che sono necessarie per la definizione del significato che si vuole ottenere
2. sufficienza: si usano solo le parole sufficienti a descrivere il significato che si vuole ottenere.

### Premessa
L'uso di affissi non è caratteristica esclusiva delle lingue agglutinanti, come l'esperanto, il turco, finlandese, o altre ancora. Anche lingue come l'italiano hanno i loro affissi, cioè dei prefissi e suffissi che vengono uniti alle parole (primitive) per formare delle altre parole (derivate). Ad esempio, si può considerare il suffisso -eria in italiano. Grazie a tale suffisso, una persona straniera può riconoscere i nomi di molti negozi: pasticceria, gelateria, libreria. Tra i prefissi italiani, c'è ad esempio il prefisso dis- : disinformazione, disillusione. Una delle differenze tra l'esperanto e l'italiano è la maggiore libertà. La formazione di una nuova parola in una lingua come l'italiano (l'inglese, il francese, ...) non può sempre essere ottenuta naturalmente dal parlante che aggiunge un affisso a una parola. Infatti le parole devono essere presenti in dizionari curati da particolari enti o organismi che hanno lo scopo di regolarizzare e controllare la lingua, basandosi in genere sugli scritti dei letterati più importanti. Ad esempio, non si può dire “medicineria” o “farmaceria”, perché un negozio che vende medicine (farmaci) ha un nome ben definito, ovvero farmacia. Ne risulta che un parlante di italiano, anche se madrelingua e anche se usa correttamente un suffisso, non può applicarlo se la parola derivata non è autorizzata dagli organismi predisposti al controllo della lingua; paradossalmente, non ci sarà alcun errore se utilizzerà un prestito da un'altra lingua. In esperanto invece un suffisso può venire applicato a qualsiasi parola, a patto di trovare un contesto in cui l'uso di tale suffisso abbia un senso logico.

### Affissi come parole
Un'altra differenza fondamentale è che in esperanto, tranne che per le desinenze grammaticali (viste sopra), non esistono suffissi o prefissi che possono essere usati esclusivamente come tali, ma essi sono delle parole a sé stanti. Ad esempio in italiano non si può dire: “Sono in un'eria” , ma bisogna dire: “Sono in un negozio”.
Per dare un esempio in esperanto, un suffisso molto usato è quello che in esperanto indica un locale: -ej(o), (dove la “o” indica la desinenza del sostantivo): preĝejo significa luogo di preghiera, chiesa (da preĝi, pregare), lernejo significa scuola (da lerni, imparare; luogo dove si impara), ma ejo può esistere anche da solo: significa ambiente chiuso, locale.
In esperanto ogni parola può essere suffisso o prefisso: due parole qualsiasi possono venire unite e formare una nuova parola da esse derivata. La desinenza finale della parola, che indica l'appartenenza a una categoria grammaticale può venire troncata quando si trova all'interno della nuova parola, salvo nei casi in cui la pronuncia è difficile, oppure nei casi in cui tale desinenza è indispensabile per capire il significato.
Se si escludono quei suffissi che hanno le particolari funzioni di modificare il grado delle parole, ovvero vezzeggiativo, dispregiativo, accrescitivo e diminutivo (elencati più avanti), la parola col significato più generale sta alla fine, preceduta dalla parola che la specifica, che a sua volta può venire specificata da un'altra che la precede, e così via. Ad esempio:
- sano (salute), ulo (individuo)

unendo queste due parole si ottiene:
- sano + ulo = san-ulo → individuo sano

malo significa contrario, inverso:
- malo + sanulo = mal-sanulo → (individuo) ammalato

come abbiamo visto, ejo significa locale:
- malsanulo + ejo = malsanul-ejo → luogo per individui ammalati

ovvero:
- malsanulejo = ospedale

Esiste anche la parola hospitalo, che fu introdotta in seguito. Quando ci sono due possibilità di scelta per una parola come in questo caso, alcuni preferiscono la parola apposita, perché più immediata; altri, puristi, preferiscono derivare la parola sfruttando al massimo la possibilità di comunicare con un numero minimo di radici messa a disposizione dall'esperanto. In poesia dipende dalla metrica e da esigenze artistiche. In seguito all'inclusione "selvaggia" di termini in alcuni dizionari, ci si cominciò a preoccupare del pericolo che le radici aggiunte cominciassero a essere troppe. Vari esperantisti fecero presente la questione, e uno in particolare, Claude Piron, scrisse un'opera dove spiegava le buone abitudini per sfruttare al meglio l'agglutinazione in esperanto. L'opera è La bona lingvo, e di conseguenza tutti coloro che condividono tale filosofia sono detti bonlingvistoj; una conseguenza di queste riflessioni è lo sfoltimento dei vocabolari, che talvolta includono comunque delle parole che si potrebbero incontrare, ma le marcano come "evitinda", cioè "da evitare".

#### Elasticità nelle traduzioni da altre lingue, somiglianza con lingue extraeuropee
Sfruttando l'agglutinazione principalmente si limitano le radici da imparare, e inoltre questo permette spesso di avere parole composte che sono l'esatta traduzione o un'ottima approssimazione di parole composte in svariate lingue, ad esempio, la parola in cinese 外国人 (straniero) è formata da tre parti, ciascuna indicata con un ideogramma:
- 外 = al di fuori (all'estero)
- 国 = Paese
- 人 = persona, abitante

ovvero "persona di un Paese esterno", parti che sono usate allo stesso modo per formare in esperanto la parola "straniero", (eksterlandano):
- ekster = fuori, all'esterno (外)
- land(o) = Paese (国)
- ano = persona abitante di un Paese, membro di qualcosa (人).

Altri esempi della qualità di traduzione ottenibile grazie all'elasticità di questi meccanismi sono presenti nella Bibbia in esperanto, che traduce molte parole in modo più naturale e vicino alla versione originale in lingua ebraica rispetto a quanto avviene nella versione italiana o in altre lingue, leggermente più forzate.
In generale si possono trovare delle somiglianze nella formazione di parole specie con le lingue agglutinanti.
Ad esempio notiamo il seguente confronto con il giapponese (semiagglutinante). Si possono notare delle somiglianze tra le desinenze per la marcatura logica della parola nella frase. Nelle successive tabelle si nota la corrispondenza tra le desinenze dell'accusativo giapponese (を) ed esperanto (-n) e la desinenza che caratterizza gli aggettivi dell'esperanto (-a) e del giapponese (の). Tra le differenze, il fatto che l'esperanto non marca il nominativo, al contrario del giapponese (は), ma lascia la desinenza del nome (-o):
| Funzione           | Italiano | Esperanto | Giapponese              |
| soggetto           | io       | mi        | 私は (watashi-wa)       |
| c. oggetto         | me       | min       | 私を (watashi-o)        |
| Aggettivo derivato | mio      | mia       | mia = 私の (watashi-no) |

| Funzione           | Italiano | Esperanto | Giapponese          |
| soggetto           | tu       | vi        | あなたは (anata-wa) |
| c. oggetto         | te       | vin       | あなたを (anata-o)  |
| Aggettivo derivato | tuo      | via       | あなたの (anata-no) |

| Funzione           | Italiano          | Esperanto | Giapponese     |
| soggetto           | gatto             | kato      | 猫は (neko-wa) |
| c. oggetto         | gatto             | katon     | 猫を (neko-o)  |
| Aggettivo derivato | gattesco (felino) | kata      | 猫の (neko-no) |

Altre somiglianze si possono notare nella formazione dei nomi composti per agglutinazione (notare che nelle tabelle, una delle due parole è in grassetto, ma solo per evidenziare graficamente l'unione delle due parole):
| Italiano    | Esperanto  | Giapponese    |
| metà, semi- | duono      | 半 (han)      |
| isola       | insulo     | 島 (tou)      |
| penisola    | duoninsulo | 半島 (hantou) |

| Italiano | Esperanto | Giapponese      |
| ferro    | fero      | 鉄 (tetsu)      |
| via      | vojo      | 道 (dou)        |
| ferrovia | fervojo   | 鉄道 (tetsudou) |

### Elenco dei suffissi più comuni
È ovvio che alcune parole si prestano più di altre a essere parte in parole composte. Alcune in particolare sono così usate allo scopo di essere presentate direttamente come suffissi o prefissi nei corsi di esperanto elementari, tanto che spesso gli esperantisti principianti credono che sia questo il loro unico uso. Un elenco di tali suffissi viene dato di seguito. Si sottintende che ogni suffisso deve essere seguito da una o più desinenze grammaticali per completare la parola (per questo finiscono con un trattino).

#### Con concetto generale
I seguenti suffissi racchiudono un'idea generale che può essere una cosa, un'azione, una qualità, un modo di fare,  che viene precisata dalla radice.
| -ad-   | azione o continuazione di un'azione                            | parolado (discorso: da paroli, parlare)                                                                |
| -aĵ-   | cosa                                                           | manĝaĵo (cibo: da manĝi, mangiare); novaĵo (novità: da nova, nuovo)                                    |
| -an-   | membro, abitante                                               | kristano (cristiano, da Kristo); marksano (marxista, la "x" diventa "ks"); eŭropano (europeo)          |
| -ar-   | insieme                                                        | arbaro (foresta: da arbo, albero); vortaro (vocabolario: da vorto, parola)                             |
| -ebl-  | possibile                                                      | kredebla (credibile); videbla (visibile); eble (forse, possibilmente)                                  |
| -ec-   | qualità astratta                                               | amikeco (amicizia, da amiko); boneco (bontà: da bono, bene); italeco (italianità)                      |
| -ej-   | posto, ambiente chiuso                                         | lernejo (scuola), vendejo (luogo di vendita)                                                           |
| -em-   | propenso a...                                                  | ludema (giocherellone), parolema (chiacchierone), emo (inclinazione)                                   |
| -end-  | azione da eseguire                                             | pagenda (da pagare), legendaĵo (legenda; testo da leggere)                                             |
| -er-   | la parte più piccola, atomica di un composto omogeneo          | neĝero (fiocco di neve), rizero (chicco di riso), ero (granello, chicco, ecc.)                         |
| -estr- | capo                                                           | lernejestro (direttore/preside di una scuola); urbestro (sindaco); estro (capo)                        |
| -id-   | discendenza                                                    | katido (gattino), reĝido (principe), ido (discendente, cucciolo, ecc.)                                 |
| -ig-   | far diventare, rendere, trasformazione attiva                  | mortigi (uccidere, far diventare morto); purigi (pulire, rendere pulito); igi (rendere, far diventare) |
| -iĝ-   | diventare, trasformazione passiva                              | naskiĝi (nascere); ruĝiĝi (arrossire, diventare rosso/a); iĝi (diventare)                              |
| -il-   | attrezzo, strumento                                            | ludilo (giocattolo); tranĉilo (coltello); ilo (attrezzo)                                               |
| -in-   | femminile                                                      | bovino (mucca); patrino (madre); studentino (studentessa); ino (femmina)                               |
| -ind-  | degno di...                                                    | memorinda (memorabile); kredinda (attendibile)                                                         |
| -ing-  | involucro, fodero                                              | glavingo (fodero della spada); kandelingo (reggicandela)                                               |
| -ism-  | movimento (religioso, politico, filosofico, ecc.)              | komunismo (comunismo); kristanismo (Cristianesimo); ismo (movimento culturale, religioso, politico...) |
| -ist-  | indica una persona che compie abitualmente un lavoro o compito | instruisto (insegnante); dentisto (dentista)                                                           |
| -obl-  | moltiplicazione                                                | duobla (doppio: da du, due); trioble (triplo: da tri, tre)                                             |
| -on-   | frazione                                                       | duono (metà); centono (un centesimo); ono (frazione di una quantità)                                   |
| -op-   | raggruppamento                                                 | duopo (coppia); arope (in gruppo)                                                                      |
| -uj-   | contenitore, Paese                                             | monujo (portafoglio); Anglujo (Inghilterra)                                                            |
| -ul-   | individuo                                                      | junulo (un giovane); sanktulo (santo)                                                                  |

#### Senza concetto generale
Modificano l'intensità della parola a cui sono applicati (accrescitivo e diminutivo), danno un giudizio personale (dispregiativo) rendono affettuosa e familiare la parola (vezzeggiativo). Tra di essi si distingue -um-, dal significato generale per definizione. Senza desinenza grammaticale non indicano alcun concetto ravvicinabile a una categoria grammaticale.
| -aĉ- | dispregiativo materiale/estetico | skribaĉi (scarabbocchiare: da skribi, scrivere)                            |
| -eg- | accrescitivo | varmega (caldissimo); ridegi (scompisciarsi dalle risate)                  |
| -et- | diminutivo | libreto (libretto); varmeta (tiepido: da varma, caldo); rideti (sorridere) |
| -ĉj- | vezzeggiativo maschile; la radice può essere troncata | paĉjo (papà); fraĉjo (fratellino)                                          |
| -nj- | vezzeggiativo femminile; la radice può essere troncata | panjo (mamma); franjo (sorellina)                                          |
| -um- | suffisso indefinito, usato ad hoc quando non esiste un altro suffisso per indicare la relazione tra la parola derivata e quella primitiva e distinguere la parola nuova. | kolumo (colletto: da kolo, collo); krucumi (crocifiggere)                  |

### Elenco dei prefissi più comuni
Così come i suffissi altro non sono che concetti molto generali, come "individuo", "insieme", "luogo", spesso precisati mediante un'altra radice (oppure hanno una funzione di modificare il grado, come l'accrescitivo o il vezzeggiativo), i prefissi sono il contrario, ovvero delle descrizioni generali che possono essere usate per precisare altri concetti per formare altre parole.
| bo-  | parentela acquisita per matrimonio    | bopatro (suocero); bofratino (cognata, sorella della moglie); boedzino (in poligamia, moglie acquisita, altra moglie del marito) |
| dis- | in molte direzioni, spargimento       | disĵeti (sperperare); dissendi (distribuire)                                                                                     |
| ek-  | inizio di qualcosa, o cosa istantanea | ekbrili (brillare); ekami (innamorarsi)                                                                                          |
| eks- | non più, ex-                          | eksedzo (ex-marito); eksbovo (manzo, ex-toro che è stato castrato)                                                               |
| fi-  | di cui vergognarsi                    | fihomo (uomo malvagio, viscido); fidomo (casa di malaffare); fivorto (parolaccia)                                                |
| ge-  | (gruppo di) ambosessi                 | gepatroj (genitori); gesinjoroj (signore e signori)                                                                              |
| mal- | contrario                             | malgranda (piccolo/a); malriĉa (povero/a)                                                                                        |
| mis- | in modo errato                        | misloki (sbagliare posto); misakuzi (accusare un innocente)                                                                      |
| pra- | primordiale, arcaico, proto-          | praavo (bisnonno); prapatro (progenitore); prahindeŭropa (proto-indoeuropeo); prahistorio (preistoria)                           |
| re-  | ripetizione, ri-                      | resendi (rispedire); rekonstrui (ricostruire)                                                                                    |

## Correlativi
I correlativi sono una serie di particelle aggettivali o pronominali (del tipo "chi", "ognuno", "nessuno", "quando", perché", "dove", "dovunque", "mai", ...) che non sono state fatte derivare da termini analoghi esistenti nelle varie lingue etniche, ma costituiscono una caratteristica peculiare della lingua e seguono uno schema organico proprio (la tavola dei correlativi) che permette di costruirli in maniera regolare e sistematica.
| Tavola dei Correlativi | Tavola dei Correlativi | Interrogativi (Chi/Quale) relazionali (il quale) | Dimostrativi (Quello)    | Indefiniti (Qualche)     | Universali (Ogni)                | Negativi (Nessuno)         |
| Tavola dei Correlativi | Tavola dei Correlativi | ki-                                              | ti-                      | i-                       | ĉi-                              | neni-                      |
| Cosa                   | -o                     | kio (che cosa)                                   | tio (ciò)                | io (qualcosa)            | ĉio (tutto)                      | nenio (niente)             |
| Individuo              | -u                     | kiu (quale, chi)                                 | tiu (quello, costui)     | iu (qualche, qualcuno)   | ĉiu (ogni, ognuno)               | neniu (nessun, nessuno)    |
| Possesso               | -es                    | kies (di chi)                                    | ties (di costui)         | ies (di qualcuno)        | ĉies (di tutti)                  | nenies (di nessuno)        |
| Qualità                | -a                     | kia (di che tipo, quale)                         | tia (di quel tipo, tale) | ia (di qualche tipo)     | ĉia (di ogni tipo, qualsivoglia) | nenia (di nessun tipo)     |
| Luogo                  | -e                     | kie (dove)                                       | tie (là)                 | ie (da qualche parte)    | ĉie (dovunque)                   | nenie (da nessuna parte)   |
| Maniera                | -el                    | kiel (come)                                      | tiel (così)              | iel (in qualche modo)    | ĉiel (in ogni modo)              | neniel (in nessun modo)    |
| Causa                  | -al                    | kial (perché)                                    | tial (pertanto)          | ial (per qualche motivo) | ĉial (per ogni motivo)           | nenial (per nessun motivo) |
| Tempo                  | -am                    | kiam (quando)                                    | tiam (allora)            | iam (qualche volta)      | ĉiam (sempre)                    | neniam (mai)               |
| Quantità               | -om                    | kiom (quanto)                                    | tiom (tanto)             | iom (un po')             | ĉiom (tutto quanto)              | neniom (per niente)        |

Da notare però che anche in lingue europee ci sono delle regolarità che potrebbero aver ispirato i correlativi (specialmente in russo), anche se spesso non sono perfettamente simmetriche o facilmente riconoscibili:
italianoprefissi qua- (interrogativo), ta- (risposta, dimostrativo)
- quanto (kiom) / tanto così  (tiom)
- quale / tale

Per l'Italia, notare dei dialetti, verosimilmente sconosciuti a Zamenhof ma comunque interessanti perché aggiungono tasselli interessanti, come il calabrese:
- quantu / tantu corrispondono esattamente a kiom/tiom (in italiano invece "tanto" può essere sinonimo di "molto")
- quandu / tandu corrispondono esattamente a kiam/tiam

ingleseprefissi wh- (interrogativo), th- (risposta)
- what (kio) / that (tio/u)
- when (kiam) / then (tiam)
- where (kie) / there (tie)

oltre ai prefissi no- (equivalente a neni-), some- (equivalente a i-), every- (equivalente a ĉi-), con i suffissi -thing (equivalente a -o), -where (equivalente a -e), -body (equivalente a -u), -times (equivalente a -am)
- sometimes (iam) / everytimes (ĉiam)
- something (io) / everything (ĉio) / nothing (nenio)

polaccoprefissi ja- (interrogativo), ta- (risposta)
- jaki (kia) / taki (tia)
- jak (kiel) / tak (tiel)

suffisso con senso di indefinitezza -ś (anche se corrisponde al prefisso i- in esperanto)
- gdzie (kie) / gdzieś (ie)
- kiedy (kiam) / kiedyś (iam)